# Montecatini Terme
Montecatini Terme este o comună din provincia Pistoia, Toscana din centrul Italiei. În 2016 avea o populație de  20.474 de locuitori. Orașul, situat în centrul orașului Valdinievole, găzduiește importanta stațiune termala terme di Montecatini) ce face din tursm , principala activitate economica a teritoriului.
Existența Montecatiniului este atestată încă din Evul Mediu, când un centru termic a fost deja documentat, însă Tito Livio menționează deja zona care o descrie ca fiind mlaștină în povestea trecerii lui Hannibal.
În 1315 a avut loc Bătălia de la Montecatini în cazul în care s-au întâlnit Uguccione Faggiola, la acel moment Domn al Pisei și Luccai și o coaliție a forțelor urbane ale Florenței, Sienei, Prato, Pistoia, Arezzo, Volterra, San Gimignano, San Miniato, etc. cu sprijinul Angevin din Napoli.

## Istoria
Prezența omului în zona actualului Montecatini-Terme este foarte veche. Probabil din perioada peleolitic, regiunea a fost frecventată de vânători nomazi, dar numai din mezolitic sunt numeroase așezări, mai ales în zona deluroasă a Valdinievolei.

### Din Evul Mediu pana in vremeaMedici

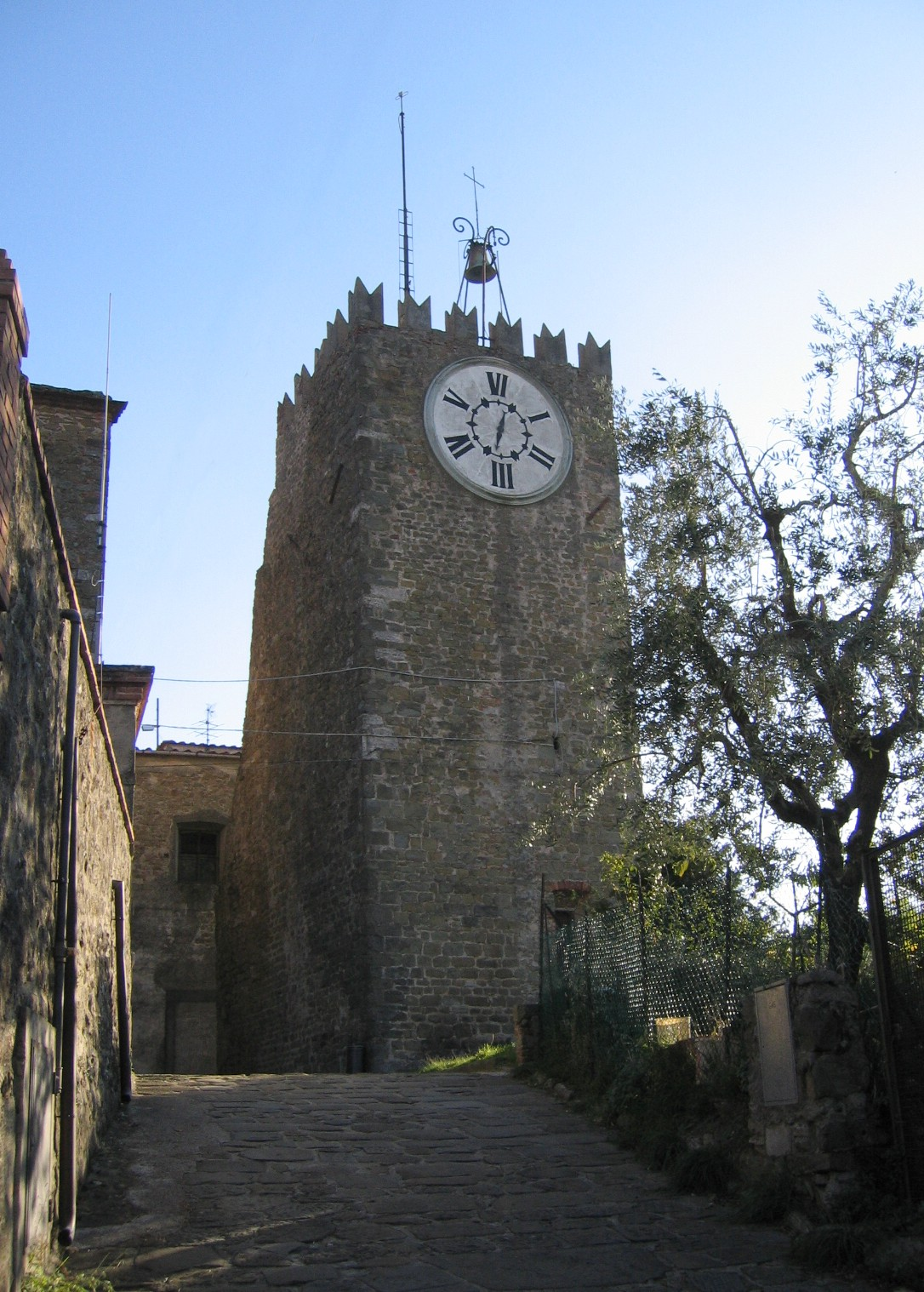
Montecatini înalt Turnul cu Ceas

Existența orasului Montecatini Castello, prezentul Montecatini Alto, este deja documentat în Evul Mediu. În așezare exista deja un centru termal care mai târziu va fi construit și in zona de depresiune, datorită apelor sărate ale orașului. Acest lucru este demonstrat de un document din 1340 care se referă la extracția de sare din apă. În plus, există și o scrisoare care să o dovedească, adică cea trimisă de Mercante Francesco di Marco Datini, care întreabă medicul său despre apele de vindecare ale Bagni di Montecatini. În plus, există și o scrisoare care să o dovedească, adică cea trimisă de Mercante Francesco di Marco Datini, în care cere medicului său apele vindecatoare de la Bagni di Montecatini. Alte mărturii sunt raportate de faimosul doctor Ugolino da Montecatini, care pentru prima dată examineaza apele prin metode științifice. De asemenea, precizeaza că au existat trei Bagni di Montecatini: Bagno Della Regina, Bagno dei Merli și Bagno Nuovo. Bagno Nuovo este astăzi cunoscută sub numele de Tettuccio.
În epoca medievală, locuitorii orașului au infruntat vremuri cu adevarat dificile, trebuind să lupte împotriva epidemiilor, bolilor și războaielor.
Bătăliile dintre orașele care au luptat împotriva orasului Montecatini (Florența, Pisa și Lucca) au forțat populația să se mute pe dealurile din jurul acestuia, deoarece pământul orașului era scena unor ciocniri continue. De asemenea, trebuie amintit faptul că Montecatini a fost fondat în mare parte pe terenuri mlăștinoase, iar această caracteristică este confirmată de Tito Livio, care a descris modul în care Hanniba di Cartagina a trecut Dal Padule di Fucecchio în mersul său spre sud.
Din secolul al X-lea până în 1270, cu Republica Lucca, au încercat sa recupereze zonele afectate de epidemii de malarie, dar lucrările nu au fost finalizate cu succes și au fost create bazine în care apa a stagnat.
În 1315 a avut loc bătălia de la Montecatini, în a cărei ape noroioase mulți bărbați și-au găsit moartea. Se crede că Dante Alighieri a participat, de asemenea, la această bătălie.
În anul 1328 Medici ajung la putere.

## Demografie
Montecatini Terme - evoluția demografică

|  | Graficele sunt indisponibile din cauza unor probleme tehnice. Mai multe informații se găsesc la Phabricator și la wiki-ul MediaWiki. |

Date: Recensăminte sau birourile de statistică - grafică realizată de Wikipedia